# Altstadter Glockenturm

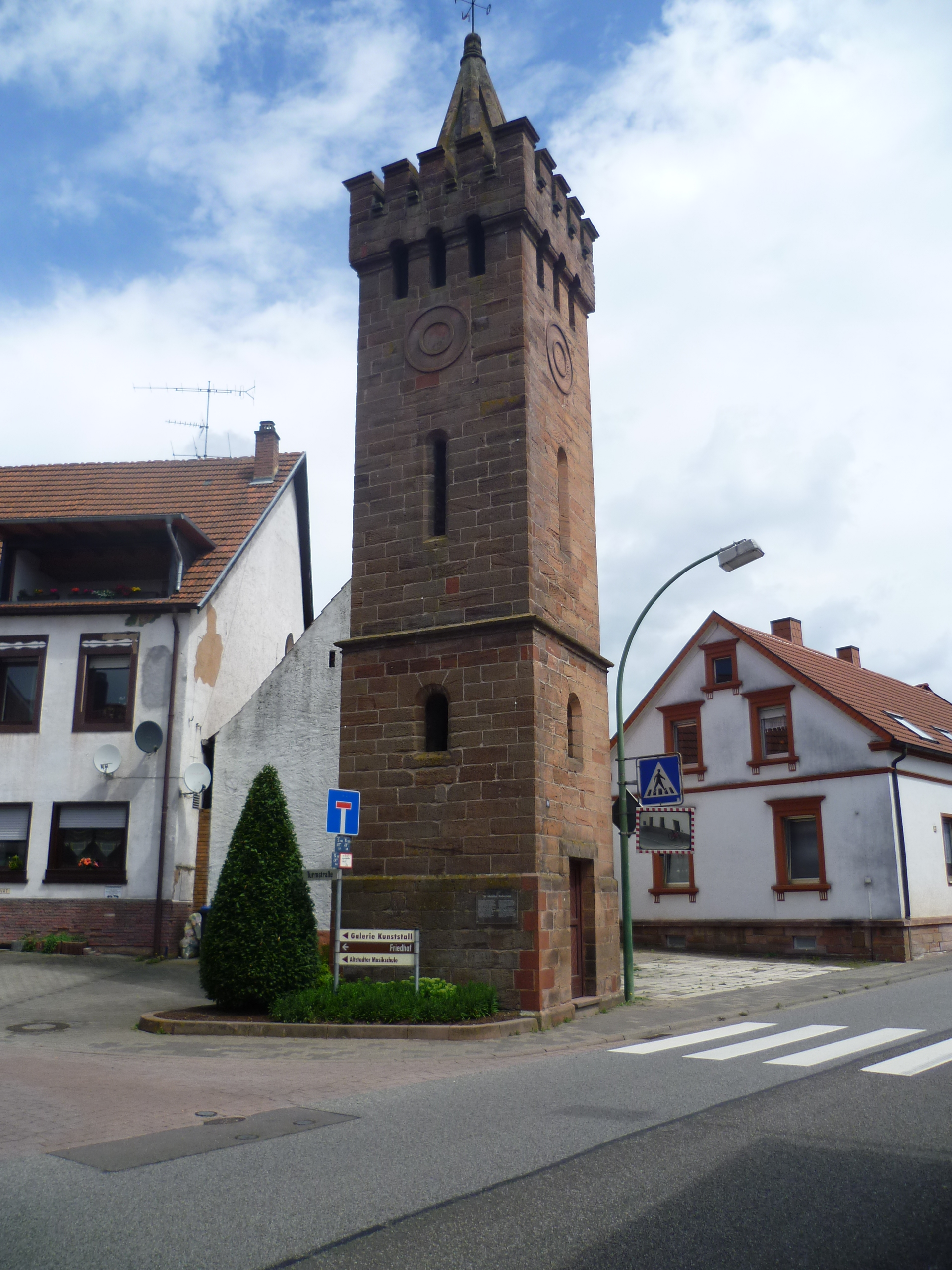
Altstadter Glockenturm, das Wahrzeichen von Altstadt

Der Altstadter Glockenturm ist ein Glockenturm in Altstadt, einem Ortsteil der Gemeinde Kirkel im saarländischen Saarpfalz-Kreis. Er gilt als das Wahrzeichen des Ortes.

## Geschichte
Der 17 Meter hohe Glockenturm im neugotischen Stil wurde 1859 an Stelle des baufällig gewordenen hölzernen Glockenturms aus den 1820er Jahren errichtet. Altstadt hatte zu dieser Zeit keine Kirche. Der Turm war bis 1962 in Betrieb und läutete mehrmals täglich, auch im Falle eines Brandes und bei Beerdigungen. 1962 wurde die Martinskirche errichtet, die das Läuten von nun ab übernahm. Heute wird der Glockenturm nur noch zu Schulbeginn um 7:30 Uhr geläutet. Zum 150. Jubiläum wurde 2010 (ein Jahr verspätet) ein Glockenturmfest gefeiert.
Die Karlsberg Brauerei restaurierte den Turm 2003 anlässlich des 125-jährigen Bestehens der Brauerei. Ihr Gründer Christian Weber war gegenüber dem Turm aufgewachsen. Die Restaurierungskosten betrugen 10.000 Euro.